# Розовоногий буревестник
Розовоногий  буревестник (лат. Ardenna creatopus) — вид птиц семейства буревестниковых (Procellariidae). Подвидов не выделяют.
История жизни розовоногого буревестника связана с течениями Гумбольдта и Калифорнийского в восточной части Тихого океана. Этот вид крупнее других буревестников в своем ареале, за исключением толстоклювого буревестника (Ardenna carneipes), и имеет розоватый клюв и лапы, бледную нижнюю часть и коричневую или сероватую верхнюю часть. Размножается на островах Хуан-Фернандес и Моча, недалеко от центрального Чили, и проводит период без размножения в прибрежных водах от Перу до южной Аляски. Размножение происходит в колониях, обычно на крутых склонах как в открытых, так и в лесных местообитаниях. Пары гнездятся в норах, а самка откладывает одно яйцо. В период размножения этот вид добывает корм в основном в водах над относительно узким континентальным шельфом, а также в глубоководных прибрежных водах, в зависимости от местообитания. Вне сезона размножения особи концентрируются вблизи разломов и склонов континентального шельфа, а также в пелагических водах при совершении миграционных перемещений. Розовоногий буревестник питается рыбами и кальмарами, хватая их у поверхности или совершая неглубокие погружения. Добывание пищи часто происходит совместно с другими хищниками, такими как тунцы, дельфины или другие морские птицы. Розовоногий буревестник занесен МСОП в список уязвимых видов и находится под угрозой исчезновения в Чили и Канаде. Основные угрозы сохранению включают смертность в результате попадания в рыбопромысловые орудия (особенно в южноамериканском рыболовстве), а также хищничество со стороны интродуцированных млекопитающих и деградацию среды обитания на островах гнездования. Розовоногий буревестник является одним из видов, на которые распространяется действие Соглашения о сохранении альбатросов и буревестников.

## Таксономия
Розовоногий буревестник тесно связан с толстоклювым буревестником (Ardenna carneipes) и большим пестробрюхим буревестником (Ardenna gravis). Авторы рекомендовали считать Ardenna creatopus конспецифичным с Ardenna carneipes, но большинство авторитетных источников по-прежнему считают их отдельными видами. Розовоногий буревестник и другие близкородственные виды были выделены из рода Puffinus и помещены в род Ardenna Североамериканским классификационным комитетом (North American Classification Committee) в 2016 году.

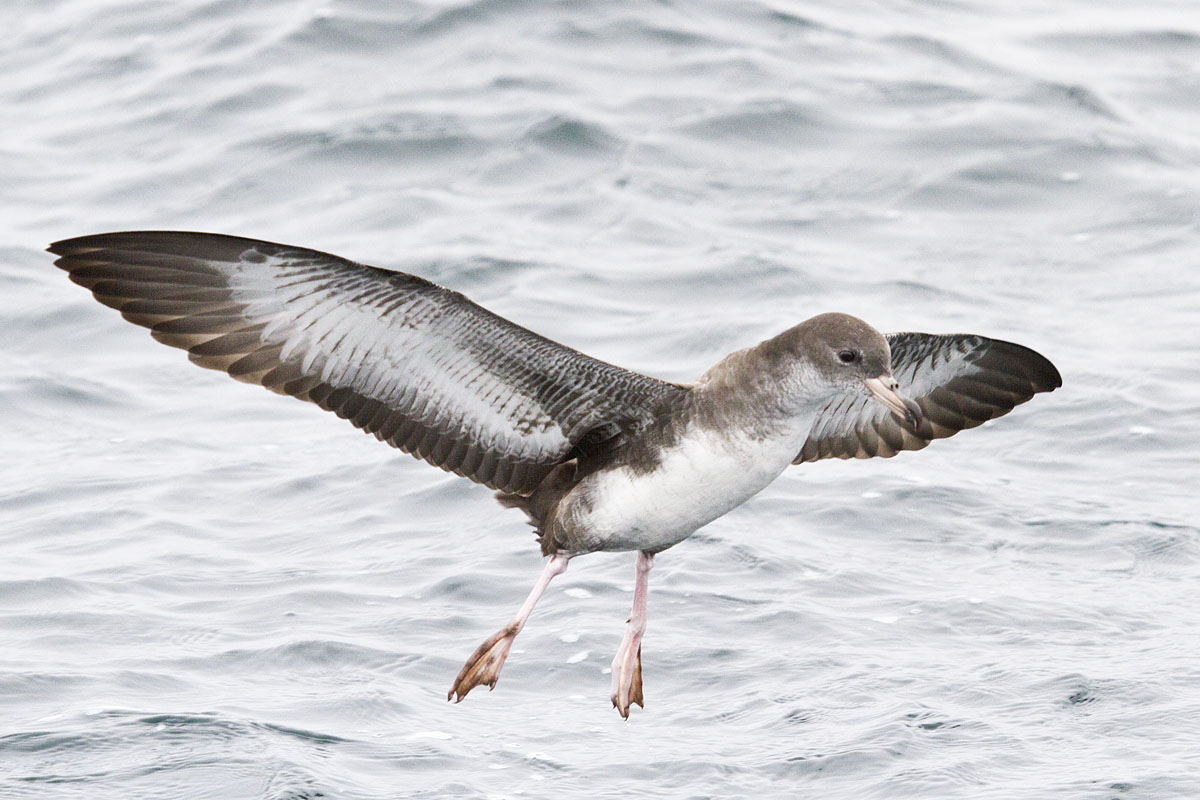

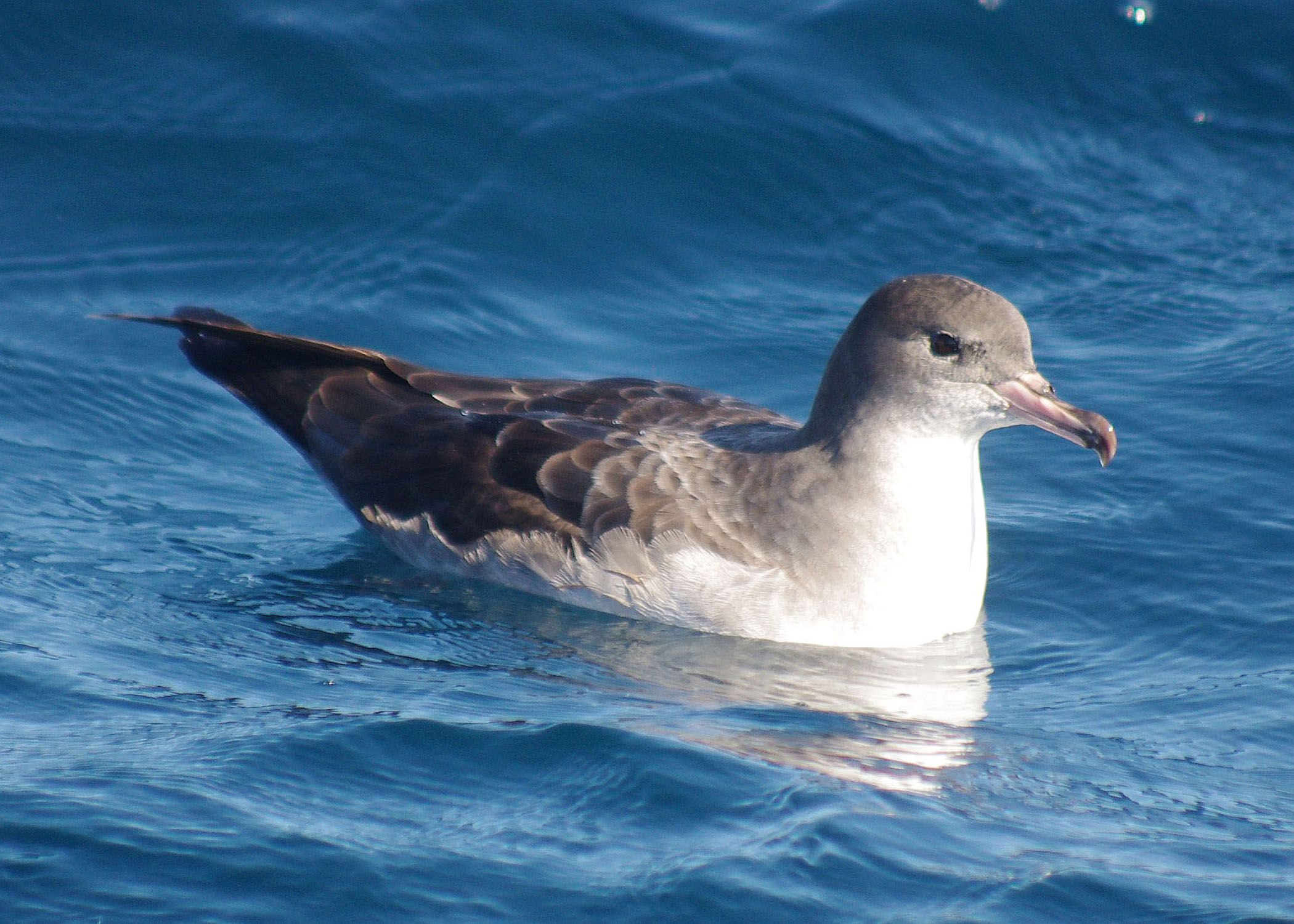

## Описание
Розовоногий буревестник — один из самых крупных представителей рода. Длина тела составляет 45—50 см, масса 576—889 г; размах крыльев 109—118 см. Общая окраска серовато-коричневая; брюхо бледное, клюв бледно-розового цвета. В основном оперении выделяется серо-коричневая шапочка, которая простирается ниже глаза (иногда с узким, бледным, прерывистым глазным кольцом). Коричневая окраска распространяется вдоль спины до мантии и лопаток,  где она часто кажется чешуйчатой. Чешуйчатость также видна на гузке и кроющих перьях верха хвоста. Большая часть верхней части крыльев коричневатая, с более тёмным оттенком на передних частях крыльев, передних кроющих, самых нижних частях лопаток и хвосте. Верхняя часть хвоста черновато-коричневая. Нижняя часть маховых перьев в основном тёмно-серого цвета, образуя тёмный задний край, который шире на кончике крыла; в остальном подкрылье белое с тёмными отметинами. У розовоногого буревестника отмечены две цветовые морфы. Бледные особи имеют в основном белые кроющие перья с прожилками и тёмными пятнами на запястье, на базальной половине переднего края и подмышечных впадинах. У тёмных особей белый цвет преобладает только на центральной полосе (срединные кроющие перья).  Морда в целом коричневато-серая, с мелкими коричневыми крапинками на нижней части лица и беловатыми на подбородке и шее. Граница сероватой шеи и боков чётко отделена от белого брюшка, с серо-коричневыми крапинками на задних боках и брюхе и более плотными серо-коричневыми крапинками на бедрах и кроющих подхвостья. Радужная оболочка черновато-коричневая. Клюв от розоватого до бледно-розового цвета, кончик (а иногда и верхняя часть клюва) тёмно-серый. Ноги и ступни розовые, а наружные пальцы могут иметь сероватый оттенок.

## Вокализация
Описаны два различных типа вокализации в колониях на островах Хуан-Фернандес, классифицируемые как тип I и тип II. Тип I представляет собой многосложную носовую вокализацию. Типа II слышится как один протяжный слог. Птицы издают звуки, находясь под землей в норах, как в ответ на наземные раздражители, так и в ответ на птиц, входящих в нору. Пары в норах также издают крики совместно.

## Питание
Розовоногий буревестник питается в основном рыбой и кальмарами, хотя его рацион недостаточно изучен. Анализ содержимого желудков пяти особей в заливе Монтерей показал, что 84% рациона составляли неритические и океанические кальмары (Doryteuthis opalescens и Onychoteuthis borealijaponicus). Он питается в основном захватом добычи в приповерхностном слое воды, погружениями с погоней за добычей, мелкими погружениями. Средняя глубина погружений составляет 15,4 м и варьирует от 10,7 до 24,1 м. В то время как самое глубокое и продолжительное зарегистрированное погружение достигло 24,1 м и длилось 31 с, большинство погружений были на глубину < 3,0 м (64%) и длились ≤ 3,0 сек. (53%). Его привлекают рыболовецкие суда, вблизи которых он может кормиться стаями по 1000 особей, иногда с другими буревестниками, альбатросами и чайками. Стаи примерно до 100 птиц могут кормиться над косяками сельди (Clupea), лосося (Oncorhynchus), длиннопёрых тунцов (Thunnus alalunga) и продельфинов (Stenella). Как в гнездовом, так и в нагульном ареалах обычно добывают корм в водах внешнего континентального шельфа и в прибрежных водах.

## Размножение
Розовоногий буревестник — колониальный вид, гнездящийся преимущественно на островах Хуан-Фернандес и Моча, недалеко от центрального Чили. На острове Моча колонии расположены в густо поросших лесом высокогорных районах с крутыми склонами (обычно на высоте более 150 м н.у.м.);  а на островах Хуан-Фернандес — в покрытых лесом или обеслесенных районах почти от уровня моря до высоты примерно 500 м н.у.м. На основании данных годичного мониторинга с помощью камер слежения первые особи розовоногого буревестника появляются на острове Робинзон-Крузо 31 августа, массовый прилёт птиц отмечен в октябре.
На острове Моча кладка яиц происходит в конце ноября — начале декабря. Птенцы появляются обычно в конце января — начале февраля, а оперение птенцов обычно происходит с конца апреля по май.
Гнездится исключительно в норах, которое птицы выкапывают самостоятельно. Роют нору клювом, используя лапы, чтобы вытолкнуть выкопанную почву из норы. Простая гнездовая камера обычно находится в конце норы, с круглым гнездовым отверстием в центре камеры. Как правило, материал для выстилки гнезда не используется, хотя в некоторых гнёздах обнаружены сухие ветки и другая растительность. Длина норы варьируется в зависимости от колонии, что скорее всего, обусловлено твёрдостью субстрата и легкости рытья. Длина норы в основном превышает 2 м. В скалистых районах норы обычно короче (например, около 1 м в длину на острове Санта-Клара), тогда как в мягкой почве норы могут достигать более 3 м в длину (например, в одной из колоний на восточной стороне острова Робинзон Крузо). Если норы не повреждены эрозии, то сохраняются в течение многих лет и, вероятно, используются несколькими поколениями буревестников, но нет данных о конкретных показателях возвращения буревестников в собственные гнезда.
В кладке одно белое матовое яйцо размером 73,3 ± 2,7 × 48,2 ± 2,2 мм.
Яйца обычно откладываются в конце ноября — середине декабря, а вылупление происходит с конца января по февраль. При вылуплении птенец весит примерно 70—80 г и  покрыт светло-серым пухом. Средняя масса птенцов в возрасте 1—5 дней составляет 146 г. Птенца начинают оставлять без присмотра через 1—3 дня после вылупления, а взрослые особи возвращаются к гнезду только на непродолжительное время для кормления. Промежутки между кормлением бимодальные. Средняя продолжительность «коротких» отлучек родителей за кормом составляла около 19 ч, тогда как «длинных» превышала 120 часов.
Каждый кормящий родитель в гнездящейся паре обычно прибывал асинхронно и часто в разные дни, поэтому птенца кормили чаще, чем продолжительность отдельных отлучек.

## Миграции
После размножения взрослые особи мигрируют на север с островов в центральной части Чили в воды у западных берегов Перу и Северной Америки. Птицы, отслеживаемые со спутника, использовали две разные стратегии миграции после размножения: 28% особей перемещались на 1600—2500 км на север, чтобы провести весь период без размножения у берегов Перу, а 72% особей преодолевали 8000—11 000 км на север в воды, простирающиеся от Нижней Калифорнии, Мексика, до западного побережья острова Ванкувер, Канада. Особи, которые мигрировали на зимовку в Северную Америку, делали остановки в водах у берегов Перу во время миграций как на север, так и на юг, что делало этот район важным районом для всей популяции вне сезона размножения.

## Взаимодействие с человеком и охранный статус
В сезон размножения (март — май) птенцов собирали жители островов. Оценено, что в 1998 году было взято 20% всех птенцов (3000—5000). В связи с введением запрета на вылов птенцов, введенного в 2011 году, масштабы изъятия значительно сократились, но незаконное браконьерство, по-видимому, по-прежнему имеет место ежегодно.